# 补尔乡
补尔乡，是中华人民共和国四川省凉山彝族自治州布拖县下辖的一个乡镇级行政单位。2021年1月12日，将拖觉镇亚河村、老吉村所属行政区域划归补尔乡管辖。

## 行政区划
补尔乡下辖以下地区：
竹尔苦村、拉波作村、嘎且村、补尔村、洛堵村、嘿门子村、菲联乌村和日久村、亚河村、老吉村。